# Abdul·là Abdul·là
Abdul·là Abdul·là, també transcrit Abdullah Abdullah, (persa: عبدالله عبدالله) (Kabul, 1961) és un polític afganès, ministre d'Afers Exteriors de l'Afganistan entre l'any 2001 i 2006.
Estudià oftalmologia al departament de Medicina de la Universitat de Kabul, on es va llicenciar l'any 1983. Posteriorment va treballar a la ciutat fins al 1985. Més tard va col·laborar amb els refugiats afganesos a Pakistan, on va entrar en contacte amb la resistència contra els soviètics. Fou aleshores quan s'uní al Front de Resistència de Panjshir, i el 1986 es va convertir en conseller d'Ahmed Shah Massoud, comandant mujahidí contra la presència de l'Exèrcit Roig al país.
Abdullah va ser Ministre d'Exteriors del govern del Front Unit Afganès des de 1998. Després de l'assassinat de Massoud el 2001 va passar a ser una de les tres figures més importants de l'Aliança del Nord i posteriorment del Govern Transicional Afganès al costat dels anteriors ministres Mohammed Fahim i Yunus Qanuni, sent els tres considerats els líders de la facció d'ètnia tadjic, encara que la seva mare fos d'ètnia paixtu. Ocupà el càrrec de Ministre d'Assumptes Exteriors des del 22 de desembre de 2001 fins al 21 de març de 2006, fins que el substituí Rangin Dadfar Spanta. Va ser dels pocs ministres pertanyents a l'Aliança del Nord que no van perdre la seva cartera després de les eleccions presidencials de 2004. Es va presentar com a independent a les eleccions presidencials de 2009, i va arribar a col·locar-se com a principal rival del reelegit president Hamid Karzai amb un 27,8% dels vots totals.